# Renée Cissé
Renée Cissé Diarra (Bamako, 1914 - 1991) fue una enfermera católica y asistenta social pionera de la acción social en Mali. Creadora del Centro social de Bamako junto a Andrée Weber, conocida como Madame Audibert.

## Biografía
Hija de Mathieu Cissé, antiguo combatiente fue dado por desaparecido en la guerra. De religión católica practicante, vivía entre la tradición y la modernidad. Se diplomó en enfermería en 1936 en la escuela normal de Gorée como enfermera del Estado en el marco federal, convirtiéndose en una de las primeras africanas diplomadas en la época colonial.
En 1939 cuando trabajaba en Sikasso se casó con un profesor musulmán, Mamadou Diarra. En el marco familiar cada cual respetaba la religión del otro y sus tres hijos tuvieron la oportunidad de elegir la religión que querían practicar.

## Reconocimientos
- En 1957 recibió la distinción de Caballero del Mérito Social de la República Francesa.
- En 1970 Miembro del Mérito nacional de la República de Mali
- Gran Maestro de la orden nacional

### Póstumo
- Renée Cissé es una de las mujeres homenajeadas en el Museo de la Mujer Muso Kunda de Malí por ser la creadora del Centro social de Bamako junto a Andrée Weber, conocida como Madame Audibert. Su fotografía forma parte de la colección permanente junto a Fatoumata Siré Diakité, presidenta fundadora de la organización feminista APDF (Asociación para el progreso y la defensa de las mujeres) creada en 1991, Viney Tahanouna Walet e etnia tuareg, de la tribu de Idranes, implicada en la búsqueda de la paz durante la rebelión tuareg de los años 90 y miembro fundadora del Movimiento Nacional de Mujeres para la Salvaguarda de la Paz y la Unidad Nacional (MNFSPUN) creado en 1991 y Aoua Keïta, comadrona, primera mujer sindicalista de Malí, autora de la conocida obra Femme d'Afrique. La vie d'Aoua Kéita racontée par elle-même, Grand Prix littéraire d'Afrique Noire de 1976, la única mujer elegida en 1959 en el Consejo Político Nacional de la USRDA, elegida diputada en las elecciones legislativas de 1959.[3]